# 妖怪都市
《妖怪都市》是袁祥仁執導的電影作品，也是他自行演出之作品，由王晶編成一部具有搞笑、恐怖的劇情片。本片在香港戲院上映二級剪輯版， 後再於影碟市場發行第三級足本。

## 劇情概要
乃密（周比利 飾）與金莎（徐曼華 飾）練成「陰陽屍」，為了尋找仇人林正（林正英 飾）與十靈時出生的人，從泰國來到香港，陰陽屍找上阿正時，卻意外得知阿正的女兒小婷（陳雅倫 飾）是十靈時出生，逃脫後來到警局報案，陰陽屍不斷吸取人腦來得知他們下落，阿正帶著大B（張國強 飾）與小婷找一位命理師（胡楓 飾）幫助尋找十靈時出生的處男，意外得知大B就是要與小婷交合的對象，但兩人彼此常吵架，始終不願聽從，最後在生死交關之時，在阿正的苦勸與母親（朱咪咪 飾）苦心營造氣氛，兩人才逐漸投入情感…

## 演員
| 演員   | 角色            | 關係 | 粵語配音 | 國語配音 |
| 林正英 | 林正            | 中國茅山道士，林小婷之父，在泰國用道術擊殺邪派降頭師乃密和金莎。                                         | 馮永和   | 李香生   |
| 陳雅倫 | 林小婷          | 林正愛女，某醫院醫師，十靈時出生的女孩，也是專剋陰陽屍的其中一人。                                       |          | 陳美貞   |
| 張國強 | 大B(本名張國強) | 內心自卑而壞脾氣的刑警，十靈時出生的處男，也是專剋陰陽屍的其中一人。                                     | 陳欣     | 郭如舜   |
| 周比利 | 乃密            | 邪派降頭師，被林正殺死後，由身為降頭高手的師父煉製成陰陽屍之一的陽屍。                                   | 陳永信   | 石班瑜   |
| 徐曼華 | 金莎            | 邪派降頭師，被林正殺死後，由身為降頭高手的師父煉製成陰陽屍之一的陰屍。                                   | 黃玉娟   | 杜素真   |
| 朱咪咪 | 道士            | 林正之妻、林小婷之母，半吊子道士，和丈夫因房事問題鬧分居。                                               | 朱咪咪   | 姜瑰瑾   |
| 曹查理 | 朱利安醫生      | 好色之徒，垂涎林小婷美色。                                                                               | 盧雄     |          |
| 袁祥仁 | 道士            | 林正的師兄，平時修道不用功。陰陽屍為報仇來到香港的道術協會尋找林正下落時逃脫失敗被殺死。                 | 陳欣     |          |
| 張國華 | 泰國警察        | 林正的朋友，得悉乃密及金莎屍體失蹤後不加理會。乃密及金莎成為陰陽屍後第一個報仇對象，妻子及女兒亦被殺死。 | 陳欣     |          |

## 外部連結
- 開眼電影網上《妖怪都市》的資料（繁體中文）
- 豆瓣电影上《妖怪都市》的資料 （简体中文）
- 时光网上《妖怪都市》的資料（简体中文）
- 香港影庫上《妖怪都市》的資料（繁體中文）
- 互联网电影数据库（IMDb）上《妖怪都市》的资料（英文）